# ماكسين بيرغ
ماكسين بيرغ (بالإنجليزية: Maxine Berg)‏ هي مؤرخة بريطانية، ولدت في 22 فبراير 1950.